# Harkányi János (színművész)
Harkányi János (Budapest, 1942. július 15. –) magyar színművész, Harkányi Ödön fia.

## Életpályája
1961–1965 között a Színház- és Filmművészeti Főiskola hallgatója volt. 1965–1969 között a debreceni Csokonai Színház, 1969–1972 között a Miskolci Nemzeti Színház, 1972–1974 között a veszprémi Petőfi Színház, 1974–1978 között a Pécsi Nemzeti Színház tagja volt. 1982-től a békéscsabai Jókai Színházban játszott. Utolsó bemutatója 1994-ben volt.

## Fontosabb színházi szerepei
- Julien Sorel (Stendhal–Illés E.: Vörös és fekete)
- Baracs Imre (Gárdonyi G.: A bor)
- Polgármester (Gogol: A revizor)

## Fontosabb filmes és televíziós szerepei
- Sodrásban (1964)
- Egy óra múlva itt vagyok (1971)
- Bors (1972)
- A Zebegényiek (1979)
- Halál a pénztárban (1981)
- Bábel tornya (1981)
- A világkagyló mítosza (1981)
- Szegény Dzsoni és Árnika (1983)
- Viadukt (1983)
- Patika (1995)
- Ábel Amerikában (1998)